# Tap In
Tap In è un singolo della rapper statunitense Saweetie, pubblicato il 17 giugno 2020 come primo estratto dal primo album in studio Pretty Bitch Music.

## Descrizione
Il brano utilizza un campionamento di Blow the Whistle, canzone del rapper Too Short del 2006.

## Video musicale
Il video musicale è stato reso disponibile il 17 giugno 2020, in concomitanza con l'uscita del brano.

## Tracce
Testi e musiche di Diamonté Harper, Craig Love, Gamal "LunchMoney" Lewis, James Phillips, Jonathan Smith, LaMarquis Jefferson, Lukasz Gottwald, Theron Thomas e Todd Snow.
Download digitale, streaming
1. Tap In – 2:19

Download digitale, streaming
1. Tap In (feat. Post Malone, DaBaby & Jack Harlow) – 4:13

## Formazione
Musicisti
- Saweetie – voce
- Too Short – voce

Produzione
- Dr. Luke – produzione
- Kalani Thompson – produzione vocale, ingegneria del suono
- Seth Ringo – assistenza all'ingegneria del suono
- Tyler Sheppard – assistenza all'ingegneria del suono
- Dale Becker – mastering
- Clint Gibbs – missaggio
- Danielle Alvarez – coordinazione produzione

## Successo commerciale
Nella Official Singles Chart britannica Tap In è entrata nella top seventyfive della classifica nella pubblicazione del 20 agosto 2020 grazie a 6 676 unità distribuite, segnando il primo ingresso di Saweetie nel paese.

## Classifiche
| Classifica (2020) | Posizione massima |
| ----------------- | ----------------- |
| Australia         | 37                |
| Belgio (Fiandre)  | 81                |
| Canada            | 46                |
| Grecia            | 90                |
| Irlanda           | 35                |
| Nuova Zelanda     | 38                |
| Portogallo        | 170               |
| Regno Unito       | 38                |
| Romania           | 79                |
| Stati Uniti       | 20                |
| Svezia            | 70                |